# Assamia pectinata
Assamia pectinata – gatunek kosarza z podrzędu Laniatores i rodziny Assamiidae.

## Występowanie
Gatunek występuje w Birmie.